# Кафе-де-олья
Кава в горщику (ісп. Café de olla, /kafe de oʎa/ — «кафе-де-олья») — кавовий напій, популярний у Мексиці.

## Опис
Кафе-де-олья традиційно варять в глиняному горщику, звідси її назва, з додаванням кориці і панели — нерафінованого брикетованого тростинного цукру, іноді також гвоздики, гіркого шоколаду, анісу, каєнського перцю та апельсинової або лимонної цедри. Кафе-де-олья подають у глиняних чашках особливої форми.
Напій особливо популярний у сільських районах центральної та південної частини Мексики, хоча його легко знайти також у великих містах. Жителі Мексики п'ють його цілий рік, але найчастіше взимку. Алкогольна версія (з лікером калуа або чимось подібним) називається карахільйо.

## Історія
Кафе-де-олья привезли до Мексики з Африки в XVIII столітті через порт Веракрус. Вважається, що кафе-де-олья почали варити під час Мексиканської революції (1910—1917), коли солдати революційної армії змішали каву з корицею і панелою. Пізніше до одержаного напою були додані інші спеції, такі як гвоздика, аніс і шоколад.
Іноді помилково стверджують, що кафе-де-олья має доіспанське походження, і що вона існувала при дворі Монтесуми. Це неможливо, враховуючи, що каву привезли до Америки європейці.

## Глиняний посуд та свинець

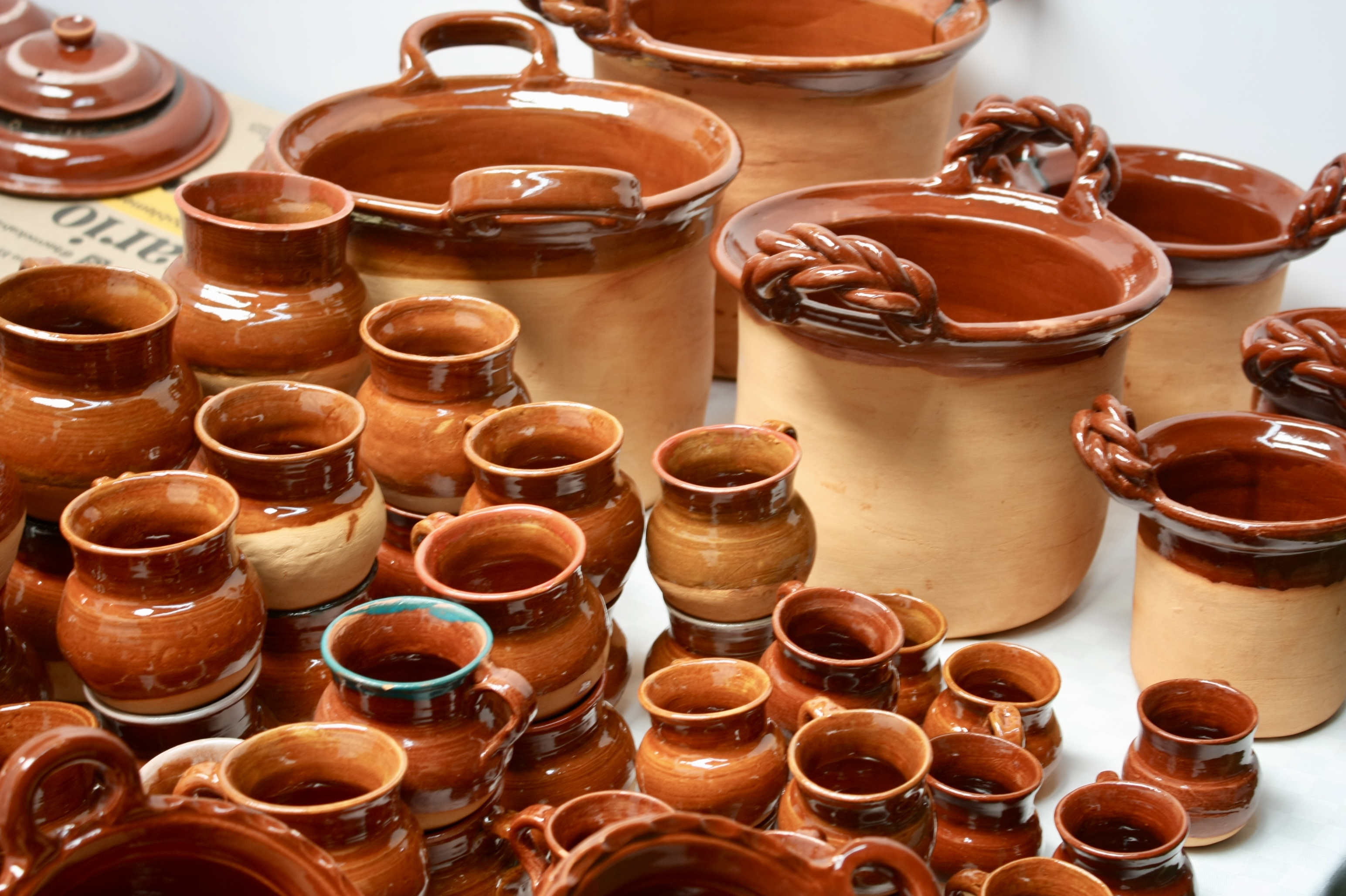
Мексиканські горщики з блискучою поливою, що містить свинець

Глиняний посуд вважається необхідною частиною рецепта кафе-де-олья, оскільки вважається, що глина певним чином впливає на смак кави. Глиняний посуд для кафе-де-олья традиційний для центральної Мексики, і його можна знайти як на ринках, так і в супермаркетах.
Однак необхідно мати на увазі, що в деяких випадках цей посуд може становити загрозу здоров'ю. Це пов'язано з тим, що в традиційних мексиканських поливах для кераміки нерідко міститься значна домішка свинцю— шкідливого важкого металу. Починаючи з кінця 90-х років, як США так і Євросоюз заборонили ввезення мексиканського глиняного посуду через використання свинцевої поливи при виготовленні посуду, проте в самій Мексиці його виробництво як і раніше ніяк не відрегульоване (станом на 2020 рік).